# Centre de recherche astrophysique de Lyon
Pour les articles homonymes, voir CRAL.
Le Centre de recherche astrophysique de Lyon (CRAL en abrégé, anciennement le Centre de recherche astronomique de Lyon avant le 1er janvier 2007), est une unité mixte de recherche (UMR 5574) créée en 1995 à la suite du regroupement des activités d'astrophysique au sein des établissements lyonnais de l'Observatoire de Lyon et de l'École normale supérieure de Lyon scientifique. Le CRAL est un laboratoire de recherche fondamentale en astrophysique et de développement d'instruments destinés aux grands observatoires. Ses locaux sont répartis sur deux sites géographiques de la métropole de Lyon : le site historique de l'observatoire de Lyon à Saint-Genis-Laval et le campus Monod de l'ENS Lyon. Le CRAL a pour tutelles le Centre national de la recherche scientifique, l'université Claude-Bernard-Lyon-I et l'École normale supérieure de Lyon. D'après l'évaluation du Haut Conseil de l'évaluation de la recherche et de l'enseignement supérieur, le CRAL est un laboratoire « excellent », « compétitif » et « à grande visibilité internationale ».
Le CRAL a notamment piloté le consortium européen de l'instrument Multi Unit Spectroscopic Explorer (MUSE), un spectrographe intégral de champ destiné au Very Large Telescope de l'Observatoire européen austral. Cet instrument a été intégré sur le site de l'Observatoire de Lyon.
En 2018, le CRAL comprend environ 30 chercheurs, 20 ingénieurs, techniciens et administratifs, 30 doctorants et post-doctorants. Le CRAL s'inscrit dans une recherche collaborative via des projets de recherche scientifiques et soutenus par des organismes nationaux ou étrangers. Dans ce contexte le CRAL héberge plusieurs partenariats comme des projets de ERC, ANR, et le Labex LIO.

## Équipes de recherche
Le CRAL comprend trois équipes de recherche, composées de chercheurs, de chercheurs postodoctoraux, de doctorants et de chercheurs associés. Depuis 2016, ces équipes sont :
- Équipe AstroENS : physique fondamentale, physique statistique, structure et formation stellaire et planétaire, cosmologie théorique et mathématique, astrophysique numérique
- Équipe GALPAC : formation et évolution des galaxies, cosmologie observationnelle, astrophysique numérique, instrumentation
- Équipe HARISSA : science des données, interférométrie optique, optique adaptative, R&D imagerie à très haute dynamique, disques protoplanétaires

## Pôles d'expertise
Le CRAL comprend deux pôles d'expertise, composés d'ingénieurs.
- Pôle Instrumentation : optique, mécanique, électronique, management de projet
- Pôle Calcul Scientifique

## Projets instrumentaux du CRAL

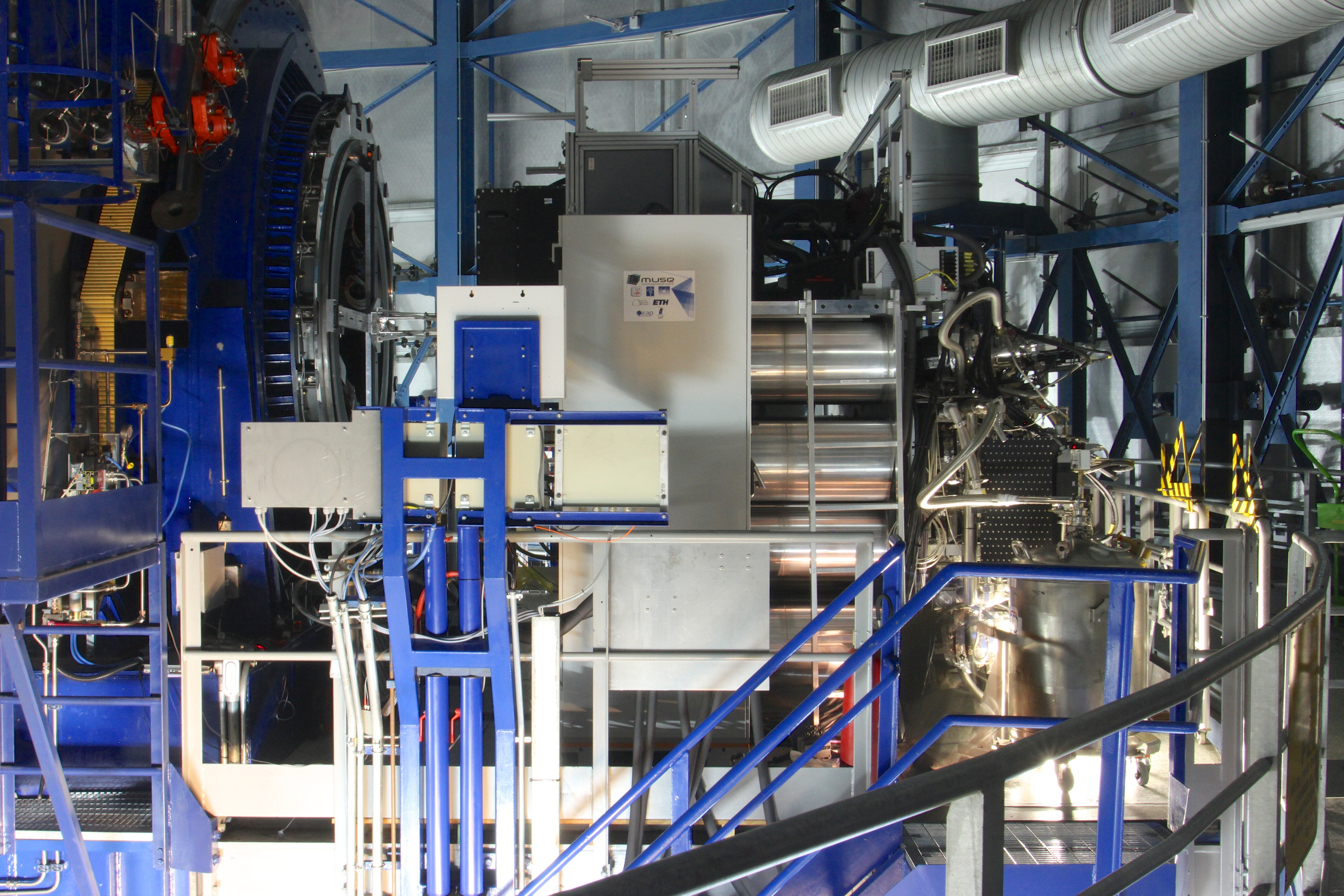
MUSE installé sur l'UT4 du VLT

- 1997 : OASIS (Optically Adaptive System for Imaging Spectroscopy), premier spectrographe 3D réalisé par les Observatoires de Lyon et de Marseille en 1987. OASIS est couplé à un système d'optique adaptative pour corriger les fluctuations de l'atmosphère et utilise 1100 microlentilles pour découper le champ de vue du télescope. Il a d'abord été installé sur le télescope Canada-France-Hawaï avant d'être déplacé sur le télescope William-Herschel, aux Canaries.
- 1999 : SAURON (Spectrographic Areal Unit for Research on Optical Nebulæ), spectrographe 3D destiné à l'étude de la dynamique des galaxies proches réalisé en collaboration avec l'Observatoire de Leyde et l'université d'Oxford. Plus performant que OASIS, son champ de vue est découpé par plus de 1400 microlentilles. Il a été installé sur le télescope William-Herschel. Sa structure a été exposée au musée des Confluences de Lyon.
- 2004 : SNIFS (SuperNova Integral Field Spectrograph), spectrographe 3D spécialisé dans l'observation et le suivi des supernovæ de type 1a et l'étude de l'expansion de l'Univers. Il est installé sur le télescope de 2,2 mètres de l'université d'Hawaï.
- 2014 : MUSE (Multi Unit Spectroscopic Explorer), spectrographe intégral de champ et instrument de deuxième génération du Très Grand Télescope, installé en 2014 sur la plateforme Nasmyth de l'Unité de Télescope 4 (Yepun) de l'Observatoire européen austral dans le désert du paranal au Chili. Il utilise des miroirs («slicers») de haute précision pour découper le champ de vue. Sa conception a été pilotée par le CRAL et six autres laboratoires ont également participé à son développement de 2004 à 2014. MUSE contient 24 spectrographes capables de produire 90000 spectres à chaque pose et permet notamment d'étudier les premières galaxies[3].
- 2018 : NIRSpec (Near-Infrared Spectrograph), spectrographe multi-objets et 3D fonctionnant dans le proche infrarouge qui équipera le futur télescope spatial James-Webb. Le CRAL a réalisé son logiciel de simulation des performances.
- 2021 : 4MOST (4-metre Multi-Object Spectroscopic Telescope), spectrographe très grand champ multi-objets à fibre optique destiné au télescope VISTA de l'Observatoire européen austral dans le désert du paranal au Chili. Le CRAL réalise les deux spectrographes de moyenne résolution spectrale (R=5000).
- 2024 : HARMONI (High Angular Resolution Monolithic Optical and Near-infrated Integral field spectrograph), spectrographe 3D fonctionnant dans l'infrarouge proche couplé à un système d'optique adaptative. Il sera l'un des premiers instruments du futur Télescope géant européen de l'Observatoire européen austral et est destiné à l'étude de la formation des galaxies et des exoplanètes. Le CRAL est responsable du découpage de champ et des logiciels pour commander l'instrument et pour traiter les données.

## Directeurs successifs
- 1995-2005 : Roland Bacon
- 2005-2015 : Bruno Guiderdoni (en)
- 2016-2020 : Laurence Tresse
- 2021-2024 : Matthew Lehnert
- 2024-... : Jean-François Gonzalez